# Ytter-Ögeltjärnen
Ytter-Ögeltjärnen är en sjö i Örnsköldsviks kommun i Ångermanland och ingår i Moälvens huvudavrinningsområde.